# Trophée du nouveau venu de la MLS
Le Trophée du nouveau venu de la MLS (en anglais MLS Newcomer of the Year Award) est une récompense individuelle décernée chaque année par la Major League Soccer, la première division nord-américaine de football, au meilleur joueur réalisant sa première saison dans la ligue et n'étant pas issu du processus de repêchages tel que la MLS SuperDraft.

## Palmarès
| Saison | Joueur              | Poste             | âge    | Équipe                               | Équipe précédente       | Origine                 | Finalistes                                                                                        |
| ------ | ------------------- | ----------------- | ------ | ------------------------------------ | ----------------------- | ----------------------- | ------------------------------------------------------------------------------------------------- |
| 2007   | Luciano Emilio      | Attaquant         | 28 ans | DC United                            | CD Olimpia              | Liga Nacional           | Juan Pablo Ángel et Cuauhtémoc Blanco                                                             |
| 2008   | Darren Huckerby     | Attaquant         | 32 ans | San Jose Earthquakes                 | Norwich City            | Championship            | Claudio López et André Rocha                                                                      |
| 2009   | Fredy Montero       | Attaquant         | 22 ans | Seattle Sounders                     | Deportivo Cali          | Primera A               | Kasey Keller et Fredrik Ljungberg                                                                 |
| 2010   | Álvaro Saborío      | Attaquant         | 28 ans | Real Salt Lake                       | Bristol City            | Championship            | Joel Lindpere et Thierry Henry                                                                    |
| 2011   | Mauro Rosales       | Milieu de terrain | 30 ans | Seattle Sounders                     | CA River Plate          | Primera División        | Éric Hassli, Luke Rodgers, Faryd Mondragón et Omar Bravo                                          |
| 2012   | Federico Higuaín    | Attaquant         | 28 ans | Columbus Crew                        | CA Colón                | Primera División        | Víctor Bernárdez, Michael Gspurning, Lee Young-pyo et Óscar Boniek García                         |
| 2013   | Diego Valeri        | Milieu de terrain | 27 ans | Portland Timbers                     | CA Lanús                | Primera División        | José Gonçalves, Nigel Reo-Coker et Clint Irwin                                                    |
| 2014   | Pedro Morales       | Milieu de terrain | 29 ans | Vancouver Whitecaps                  | Málaga CF               | Liga                    | Jermaine Jones, Stefan Ishizaki et Andrés Ramiro Escobar Díaz                                     |
| 2015   | Sebastian Giovinco  | Milieu de terrain | 28 ans | Toronto FC                           | Juventus FC             | Serie A                 | Didier Drogba et Mike Grella                                                                      |
| 2016   | Nicolás Lodeiro     | Milieu de terrain | 27 ans | Seattle Sounders                     | CA River Plate          | Primera División        | Ola Kamara, Jelle Van Damme et Shkëlzen Gashi                                                     |
| 2017   | Miguel Almirón      | Milieu de terrain | 23 ans | Atlanta United FC                    | CA Lanús                | Primera División        | Nemanja Nikolić, Josef Martinez et Víctor Vázquez                                                 |
| 2018   | Zlatan Ibrahimovic  | Attaquant         | 37 ans | Los Angeles Galaxy                   | Manchester United       | Premier League          | Wayne Rooney, Carlos Vela, Darwin Quintero, Johnny Russell, Alejandro Romero Gamarra, Diego Rossi |
| 2019   | Carles Gil          | Attaquant         | 26 ans | Revolution de la Nouvelle-Angleterre | Deportivo La Corogne    | La Liga                 | Héber, Alejandro Pozuelo, Alexandru Mitriță, Gustavo Bou                                          |
| 2020   | Lucas Zelarayán     | Milieu de terrain | 28 ans | Crew de Columbus                     | Tigres de l'UNAL        | Liga MX                 | Robert Berić, Alan Pulido, José Andrés Martínez, Lewis Morgan                                     |
| 2021   | Cristian Arango     | Attaquant         | 26 ans | Los Angeles FC                       | Millonarios Fútbol Club | Championnat de Colombie | Ryan Gauld, Javier Eduardo López, Luiz Araújo, Gregore                                            |
| 2022   | Thiago Almada       | Milieu de terrain | 21 ans | Atlanta United FC                    | Vélez Sarsfield         | Primera División        | Cucho Hernández, Đorđe Petrović                                                                   |
| 2023   | Giórgos Giakoumákis | Attaquant         | 28 ans | Atlanta United FC                    | Celtic Football Club    | Scottish Premiership    | Lionel Messi, Eduard Löwen                                                                        |
| 2024   | Gabriel Pec         | Milieu de terrain | 23 ans | Los Angeles Galaxy                   | Vasco da Gama           | Serie A                 | Luis Suárez, Luca Orellano                                                                        |

## Récompense par poste
| Poste             | Titres |
| ----------------- | ------ |
| Gardien de but    | 0      |
| Défenseur         | 0      |
| Milieu de terrain | 9      |
| Attaquant         | 9      |

## Titres par nationalité
| Nationalité | Titres |
| ----------- | ------ |
| Argentine   | 6      |
| Brésil      | 2      |
| Colombie    | 2      |
| Angleterre  | 1      |
| Costa Rica  | 1      |
| Chili       | 1      |
| Espagne     | 1      |
| Italie      | 1      |
| Paraguay    | 1      |
| Suède       | 1      |
| Uruguay     | 1      |

## Titres par équipe
| Équipe                               | Titres |
| ------------------------------------ | ------ |
| Sounders FC de Seattle               | 3      |
| Atlanta United Football Club         | 3      |
| Crew de Columbus                     | 2      |
| Los Angeles Galaxy                   | 2      |
| Timbers de Portland                  | 1      |
| D.C. United                          | 1      |
| Real Salt Lake                       | 1      |
| Whitecaps de Vancouver               | 1      |
| Earthquakes de San José              | 1      |
| Toronto FC                           | 1      |
| Los Angeles FC                       | 1      |
| Revolution de la Nouvelle-Angleterre | 1      |